# HMS Amethyst (1943)
HMS Amethyst («Аметист») — британский шлюп типа «Модифицированный „Блэк Суон“». Вошёл в строй в 1943 году, принял участие во Второй мировой войне, действуя в охранении атлантических конвоев. После завершения войны перешёл на Дальний Восток. Стал известен благодаря инциденту на Янзцы и судовому коту по кличке Саймон. Спустя семь лет снялся в британском художественном фильме об этих событиях. Пущен на слом в 1957 году.

## Конструкция

### Главные размерения
- Стандартное водоизмещение: 1350 дл. тонн[2];
- Длина между перпендикулярами: 86,3 метра[2];
- Длина наибольшая: 91,3 метра[2]
- Ширина: 11,7 метров[2].

### Вооружение
Состав вооружения на момент вступления в строй:
- 3 × 2 — 102-мм/45 универсальные установки Mk XIX (125 снарядов на ствол)[1];
- 4 × 2 — 20-мм;
- 2 × 1 — 20-мм;
- 8 бомбомётов;
- 2 бомбосбрасывателя (110 глубинных бомб).

В мае 1945 года на «Аметист» установили две спаренные 40-мм установки, в это же время были сняты две 20-мм спаренные и две одноствольные установки; после завершения Второй мировой войны все 20-мм установки были сняты, вместо них установлены две одноствольных 40-мм установки.

### Энергетическая установка
Движение корабля обеспечивали две паровых турбины, работавших на два гребных винта. Энергетическая установка развивала мощность в 4300 л. с. (3162 кВт), обеспечивая максимальную скорость хода 19,75 узла (36,58 км/ч). Пар для турбины производили два паровых котла, размещённых бок о бок, что заметно сократило по длине пространство, занимаемое энергетической установкой.

### Условия обитаемости и экипаж
Благодаря сокращению длины пространства, занятого главной энергетической установкой, удалось обеспечить морякам вполне сносные условия обитаемости, несмотря на значительное увеличение численности экипажа в сравнении со шлюпами типа «Блэк Суон». Численность экипажа — от 200 до 230 человек, в послевоенное время штатный экипаж шлюпов, находившихся в строю, составлял 180 человек.

## Строительство
Заложен на верфи Alexander Stephen and Sons в Глазго 25 марта 1942 года. Спущен на воду 27 мая 1943 года, введён в строй 2 ноября 1943 года (номер вымпела — U16).

## Служба

### Вторая мировая война

#### 1944 год
После вступления в строй «Аметист» вошёл в состав 57-й эскортной группы, базировавшейся на Гринок; в её составе в январе 1944 года участвовал в проводке двух конвоев: KMH-28 — в Гибралтар, и MKF-28 — обратно. В феврале передан в состав 37-й эскортной группы Средиземноморского флота, присоединился к ней по прибытии в Гибралтар. В марте шлюп приступил к сопровождению конвоев, ходивших по Средиземному морю в Порт-Саид. В апреле — в охранении конвоев. 30 апреля «Аметист» присоединился к американскому оперативному соединению 64 (англ. Task Force 64), сопровождавшему конвой UGS36. Во время выполнения задачи конвой подвергся атакам авиации и подводных лодок. С мая по октябрь шлюп снова привлекался к охране средиземноморских конвоев. 15 ноября «Аметист» встал на ремонт в Девонпорт, работы заняли весь декабрь 1944 года.

#### 1945 год
В январе 1945 года, после завершения ремонта, шлюп передали 22-й эскортной группе, базировавшейся на Ливерпуль; в её составе «Аметист» участвовал в проводке конвоев в Северной Атлантике.
В годы войны считалось, что 16 января 1945 года «Аметист» вместе со шлюпами «Старлинг», «Пикок», «Харт» и фрегатом «Лох Крэгги» потопил немецкую подводную лодку U-482. В 1990-х, когда Британское адмиралтейство провело дополнительный анализ боя, заявка на эту победу была отозвана.
20 февраля 1945 года шлюп потопил глубинными бомбами немецкую подводную лодку U-1276. Это произошло в Северной Атлантике, к югу от ирландского Уотерфорда. Все 49 членов экипажа субмарины погибли. Незадолго до этого U-1276 потопила британский корвет «Вервэйн».
В дальнейшем, вплоть до завершения войны в Европе, «Аметист» прикрывал конвои на Западных подходах. 15 мая шлюп вновь встал на ремонт в Девонпорте, в ходе которого корабль готовили к службе в составе Тихоокеанского флота. Работы были завершены 25 июня. В начале июля 1945 года «Аметист» прибыл в Манус; вошёл в состав сил охранения подвижной тыловой базы флота.

### Послевоенная служба
После окончания Второй мировой войны шлюп вошёл в состав 32-й эскортной группы. В январе—марте 1946 года «Аметист» прошёл ремонт в Окленде (Новая Зеландия), после чего прибыл в Гонконг. В дальнейшем нёс службу на реке Янцзы в качестве стационера и корабля связи, обеспечивая деятельность британского посольства в Чунцине.

#### Инцидент на Янцзы
20 апреля 1949 года «Аметист» направлялся по реке Янцзы из Шанхая в Нанкин. Неожиданно с берега корабль был обстрелян отрядами китайских коммунистов. Обстрел продолжался 2,5 часа, «Аметист» получил более 50 попаданий, 22 члена экипажа погибли, 31 был ранен. Кроме того, рулевое управление вышло из строя и корабль сел на мель. На помощь из Нанкина был отправлен эскадренный миноносец «Консорт», но и он был обстрелян, потеряв 10 человек убитыми и 3 — ранеными. На следующий день две летающие лодки «Сандерленд» из 88-й эскадрильи Королевских ВВС доставили на «Аметист» врача, аварийную партию и необходимые запасные части. 26 апреля корабль удалось снять с мели и отвести вверх по реке. На помощь «Аметисту» вышли тяжёлый крейсер «Лондон» и шлюп «Блэк Суон», однако и они были вынуждены отступить, попав под огонь береговых батарей НОАК (трое убитых, 14 раненых). «Аметист» оставался блокированным войсками китайских коммунистов. Все переговоры об освобождении корабля оказались безуспешными, поскольку представители НОАК требовали признать незаконность нахождения британского корабля на реке Янцзы. В ночь с 30 на 31 июля «Аметист» поднял якорь и, следуя за торговым судном «Кианг Линг Либерейшн», сумел пройти 104 мили вниз по реке, прорвавшись в море.
Корабельный кот Саймон, защищавший корабельные запасы от крыс и поднимавший боевой дух экипажа, в 1949 году был удостоен медали Марии Дикин.

#### Дальнейшая служба
Корабль оставался на Дальнем Востоке до конца 1950 года, числясь в составе 3-й эскадры фрегатов. После возвращения в Англию выведен в резерв в Девонпорте.
В 1956 году «Аметист» использовался для съёмок фильма «Инцидент на Янцзы», в котором сыграл самого себя. В то время двигатели корабля были неисправны, и по этой причине в эпизодах с движением по воде роль «Аметиста» сыграл однотипный «Мэгпай». Специальные эффекты, использовавшиеся на съёмках, нанесли кораблю гораздо более серьёзные повреждения, чем полученные при обстреле китайцами за семь лет до того. Благодаря усилиям личного состава учебного центра «Ганджис» корабль удалось удержать на плаву, однако в январе 1957 года он был продан на слом.

## Комментарии
1. ↑  Приведены данные по типу, состав экипажа конкретного корабля мог различаться в разные периоды службы.